# Noctiliostrebla dubia
Noctiliostrebla dubia är en tvåvingeart som först beskrevs av Rudow 1871.  Noctiliostrebla dubia ingår i släktet Noctiliostrebla och familjen lusflugor.
Artens utbredningsområde är Venezuela. Inga underarter finns listade i Catalogue of Life.